# Chi Oanh đuôi nhọn
Chi Oanh đuôi nhọn (danh pháp khoa học: Tarsiger) là một chi chim bao gồm 6 loài trong họ Đớp ruồi (Muscicapidae). Chúng là các loài chim ăn côn trùng nhỏ, chủ yếu có màu sắc rực rỡ. Chúng có nguồn gốc từ châu Á và (một loài) ở đông bắc châu Âu. Bốn trong số sáu loài bị giới hạn trong hệ thống núi Sino-Himalaya. Chi này đôi khi được bao gồm trong chi liên quan Luscinia, nhưng các nghiên cứu đã công nhận Luscinia là một nhóm đơn ngành riêng biệt.

## Danh sách loài
Chi này chứa 6 loài sau:
- Tarsiger chrysaeus: Oanh đuôi nhọn ngực vàng
- Tarsiger cyanurus: Oanh đuôi nhọn hông đỏ
- Tarsiger hyperythrus: Oanh đuôi nhọn ngực hung
- Tarsiger indicus: Oanh đuôi nhọn mày trắng
- Tarsiger johnstoniae: Oanh đuôi nhọn vòng cổ
- Tarsiger rufilatus: Oanh đuôi nhọn Himalaya

## Hình ảnh

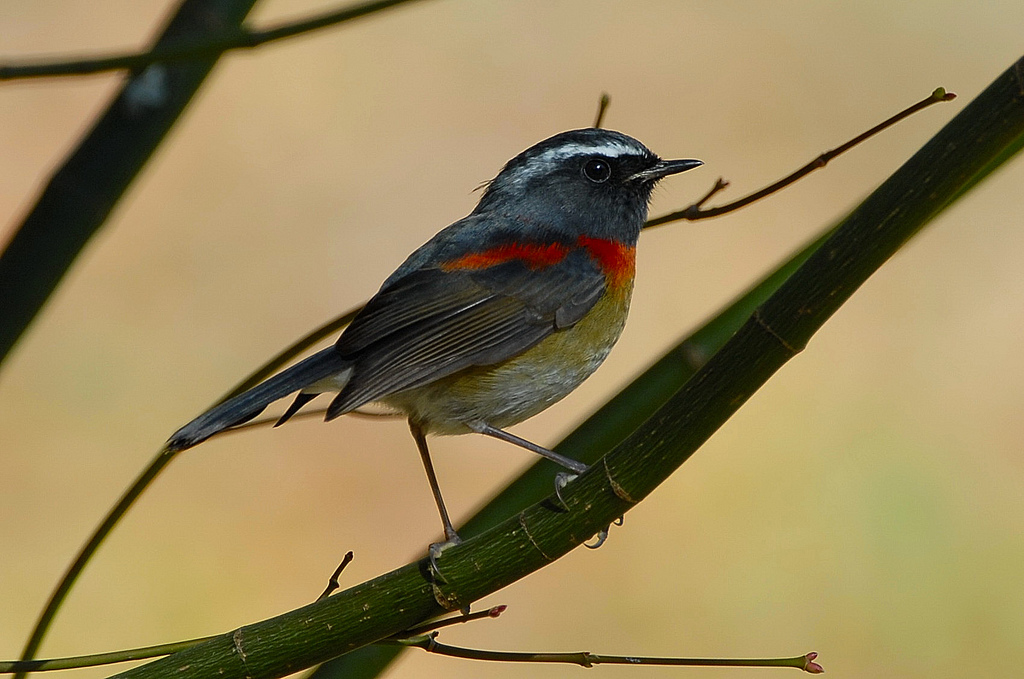
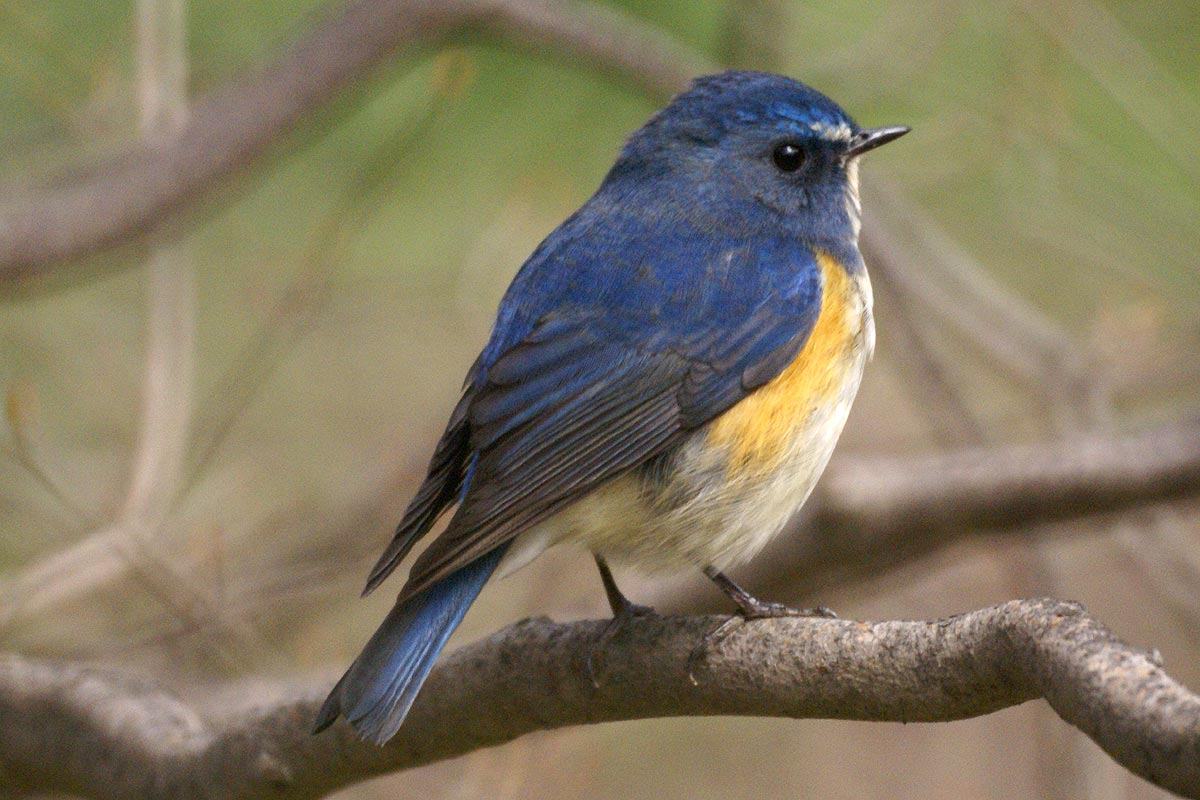
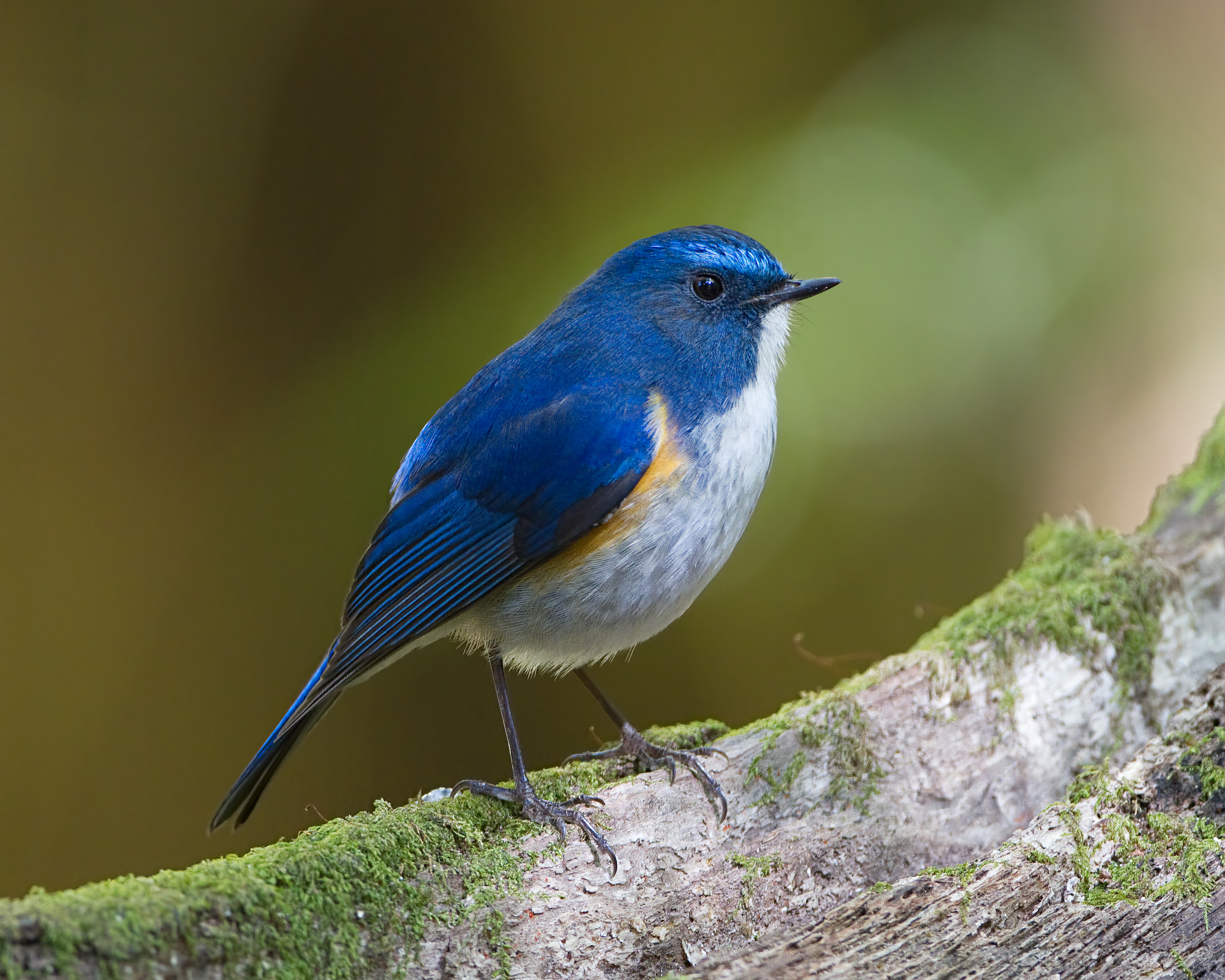
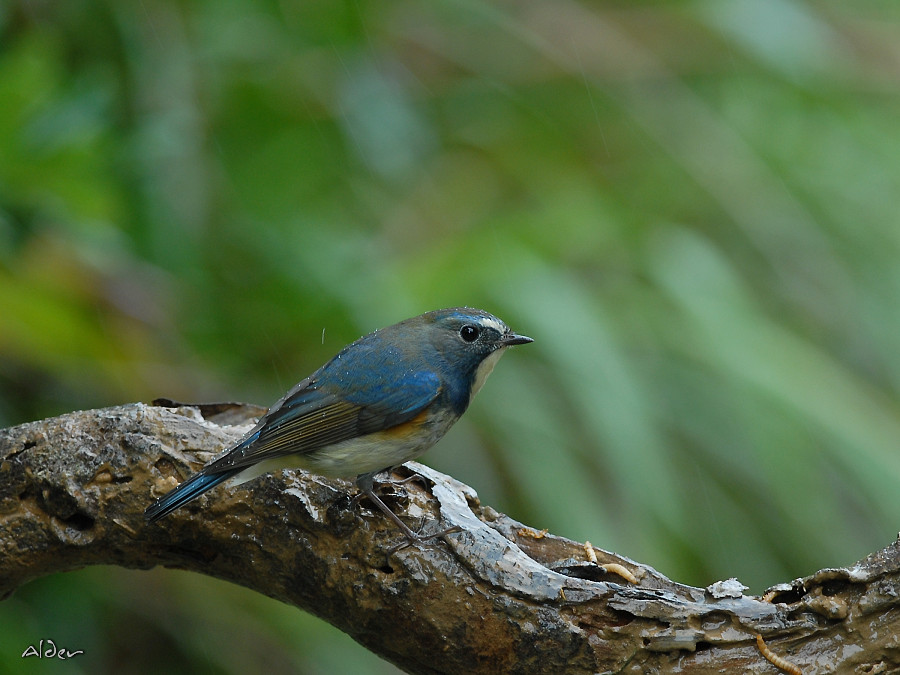